# Camponotus bituberculatus
Camponotus bituberculatus är en myrart som beskrevs av Andre 1889. Camponotus bituberculatus ingår i släktet hästmyror, och familjen myror. Inga underarter finns listade.